# Europäisches Fortbildungszentrum - Kompetenzzentrum für das Steinmetz- und Steinbildhauerhandwerk
| Europäisches Fortbildungszentrum | Europäisches Fortbildungszentrum              |
| -------------------------------- | --------------------------------------------- |
|                                  |                                               |
| Aufwandsträger                   | Zweckverband Europäisches Fortbildungszentrum |
| Ort                              | Wunsiedel                                     |
| Bundesland                       | Bayern                                        |
| Staat                            | Deutschland                                   |
| Koordinaten                      | 50°01'50.6" N, 12°00'20.6" O                  |
| Leitung                          | Thomas Laubscher                              |
| Website                          | www.efbz.de                                   |

Das Europäische Fortbildungszentrum – Kompetenzzentrum für das Steinmetz- und Steinbildhauerhandwerk (EFBZ) mit dem Deutschen Natursteinarchiv (DNSA) befindet sich in Wunsiedel im Fichtelgebirge (Bayern).

## Aufgaben
Die wichtigsten Aufgaben des Europäischen Fortbildungszentrums sind Ausbildung, Fortbildung und Weiterbildung im Bereich des Steinmetz- und Steinbildhauerhandwerks.
Ein weiterer wichtiger Bereich ist die Gesteinsprüfung, bei der die technischen Daten der Gesteine nach geltenden Richtlinien ermittelt werden.
Geprüft werden:
- Reindichte, Rohdichte, offene Porosität und Gesamtporosität
- Wasseraufnahme
- Frostbeständigkeit
- Druckfestigkeit
- Biegefestigkeit
- Ausbruchlast am Ankerdornloch
- Verschleiß (nach Böhme)
- Sieblinie

## Deutsches Natursteinarchiv (DNSA)
Das zum Europäischen Fortbildungszentrum gehörende Deutsche Natursteinarchiv (DNSA) dient der Forschung und Lehre, der Dokumentation und Information über Naturwerkstein.

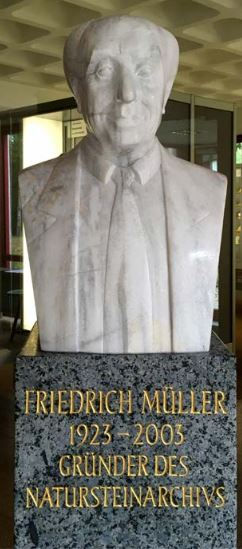
Büste von Friedrich Müller – Gründer des Deutschen Natursteinarchivs, Künstler: Wolfgang Stefan

Die Sammlung enthält hauptsächlich formatierte Tafeln von Naturwerksteinen. Der Bestand besteht aus einheitlichen Gesteinsmustern im Format 24 × 15 × 2 cm. Das Archiv erfasst alle verfügbaren geologischen, geografischen, petrographischen, technologischen, kulturellen und kommerziellen Daten. Mit einem Bestand von derzeit über 6000 Musterplatten einheitlichen Formats gilt das Deutsche Naturstein-Archiv als größte Sammlung dieser Art in der Welt.
Allein aus Deutschland sind 1500 verschiedene Gesteine ausgestellt, von Österreich etwa 250, von Italien 550 sowie von den wichtigen europäischen und überseeischen Staaten jeweils 100 oder mehr. Zurzeit findet man Musterplatten aus knapp über 100 Staaten.
Zusätzlich können die Musterplatten auch in der Online-Datenbank des Deutschen Natursteinarchivs betrachtet werden. Die DNSA-Datenbank enthält rund 4.800 Bilder von Natursteinen und einen einmaligen Umfang an Fachinformationen.
Des Weiteren können im DNSA besichtigt werden:
- eine systematisch aufgebaute, petrographische Lehrsammlung
- etwa 1500 gesteinsbildende Mineralen
- eine kleine paläontologische Sammlung
- eine Sammlung von 1000 Gesteins-Dünnschliffen für die Polarisationsmikroskopie, die Gesteinsbestimmung sowie für vergleichende Studien
- umfangreiche Fachliteratur

Das Deutsche Natursteinarchiv ist kein öffentlich zugängliches Museum, sondern ermöglicht in der Regel nur der Fachwelt Zugang nach Voranmeldung bzw. Vereinbarung. Beratungen können schriftlich oder fernmündlich erteilt werden.
Gründer des Deutschen Natursteinarchivs war Friedrich Müller (1923–2003).

## Internationales Bildhauersymposium „Kunst in Stein“
Seit 1994 veranstaltet das Europäische Fortbildungszentrum jährlich das Internationale Bildhauersymposium „Kunst in Stein“.
Künstler aus aller Welt bewerben sich mit ihren Ideen an dieser einwöchigen Veranstaltung.
Die Kunstwerke verbleiben vorerst auf dem Gelände der Fortbildungsstätte und dienen dort als Anschauungsobjekt für Schüler, Studenten und Interessierte.

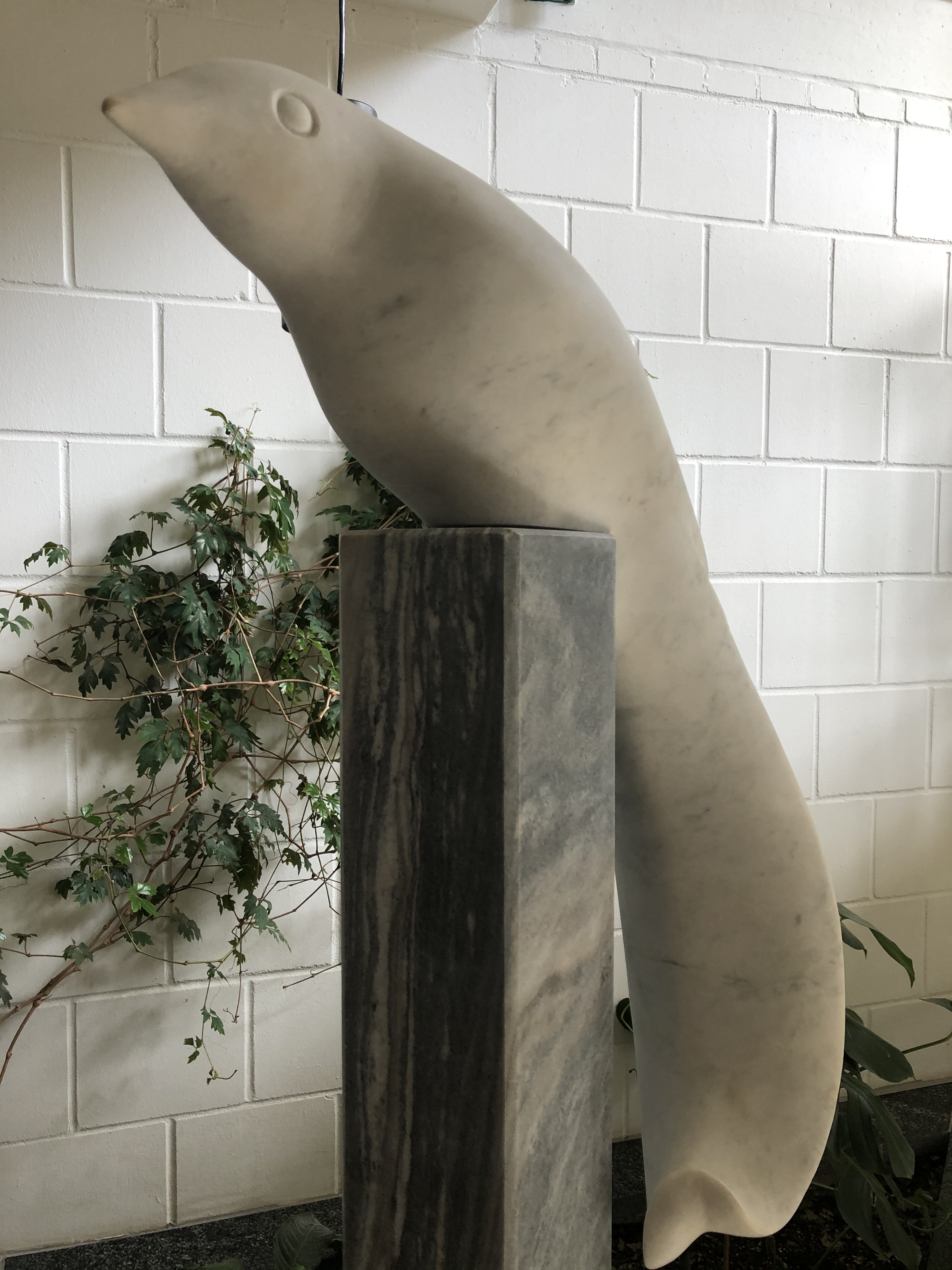
Raffay Dávid[18] – Paradiesvogel – Wunsiedler Marmor 2013
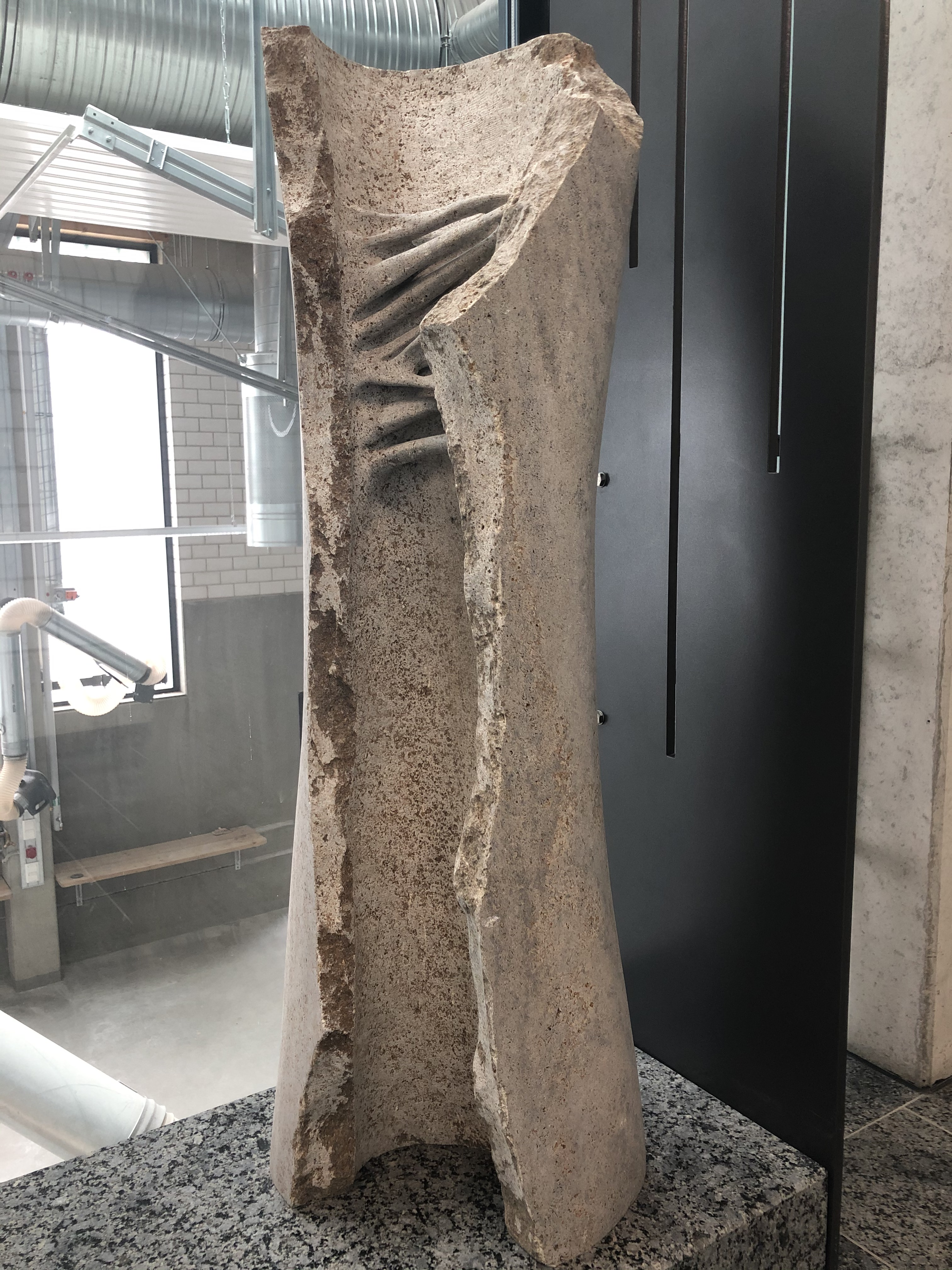
Beretvás Csanád[19] – Bone improvisation – Muschelkalk 2016
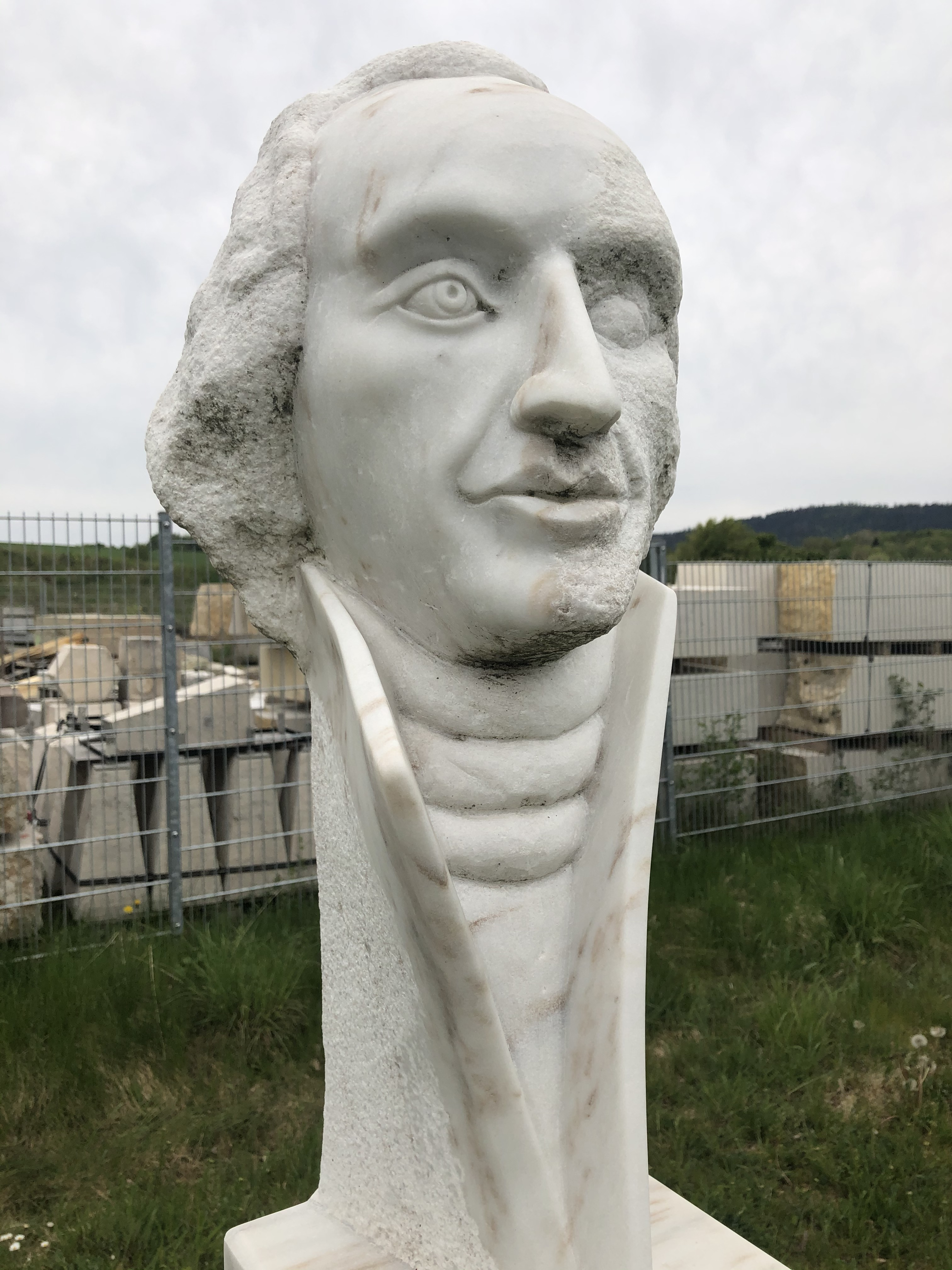
David Farrell[20] – Jean Paul – Marmor
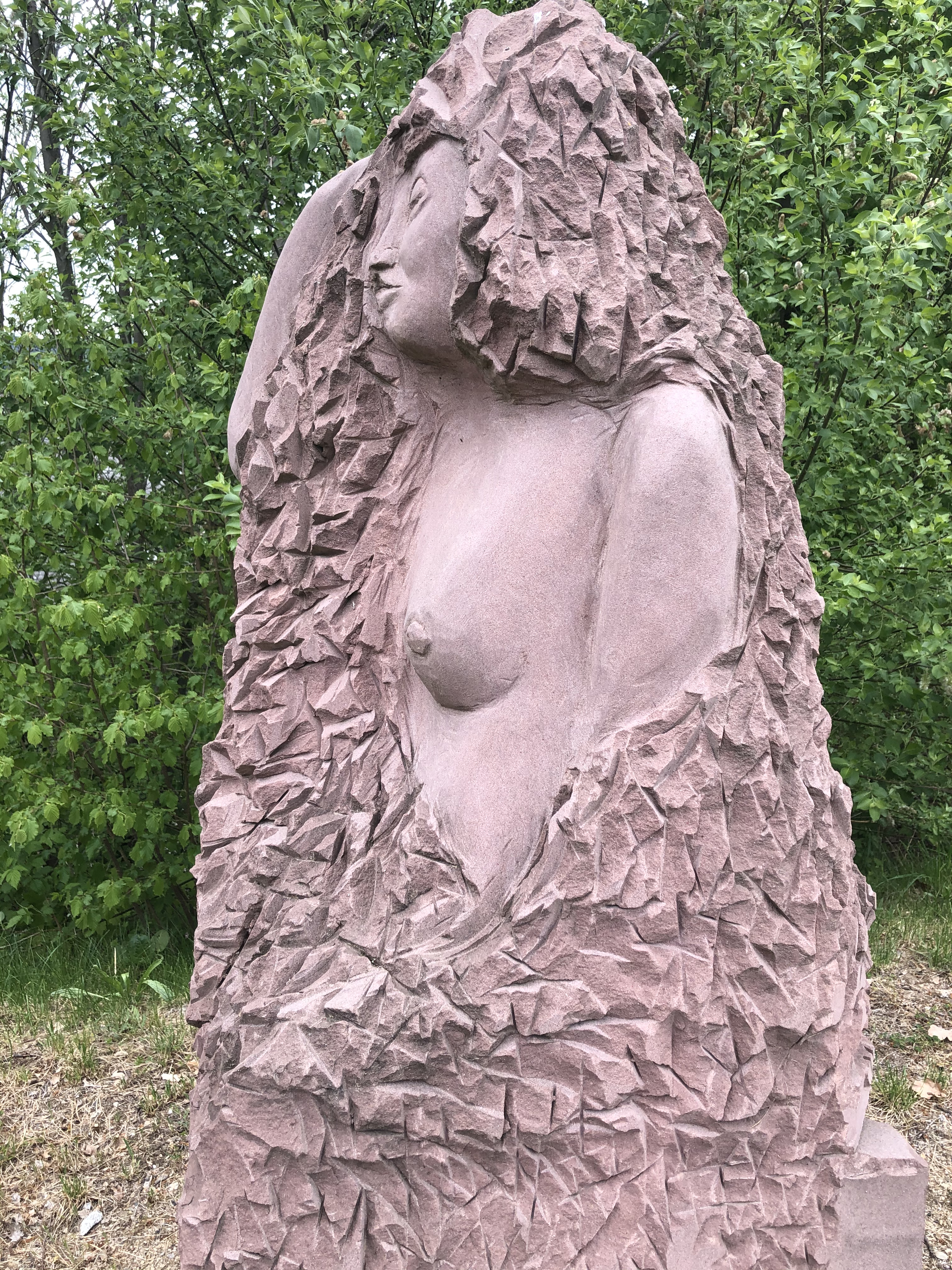
Annabella Claudia Hofmann[21] – Rapunzel – Sandstein
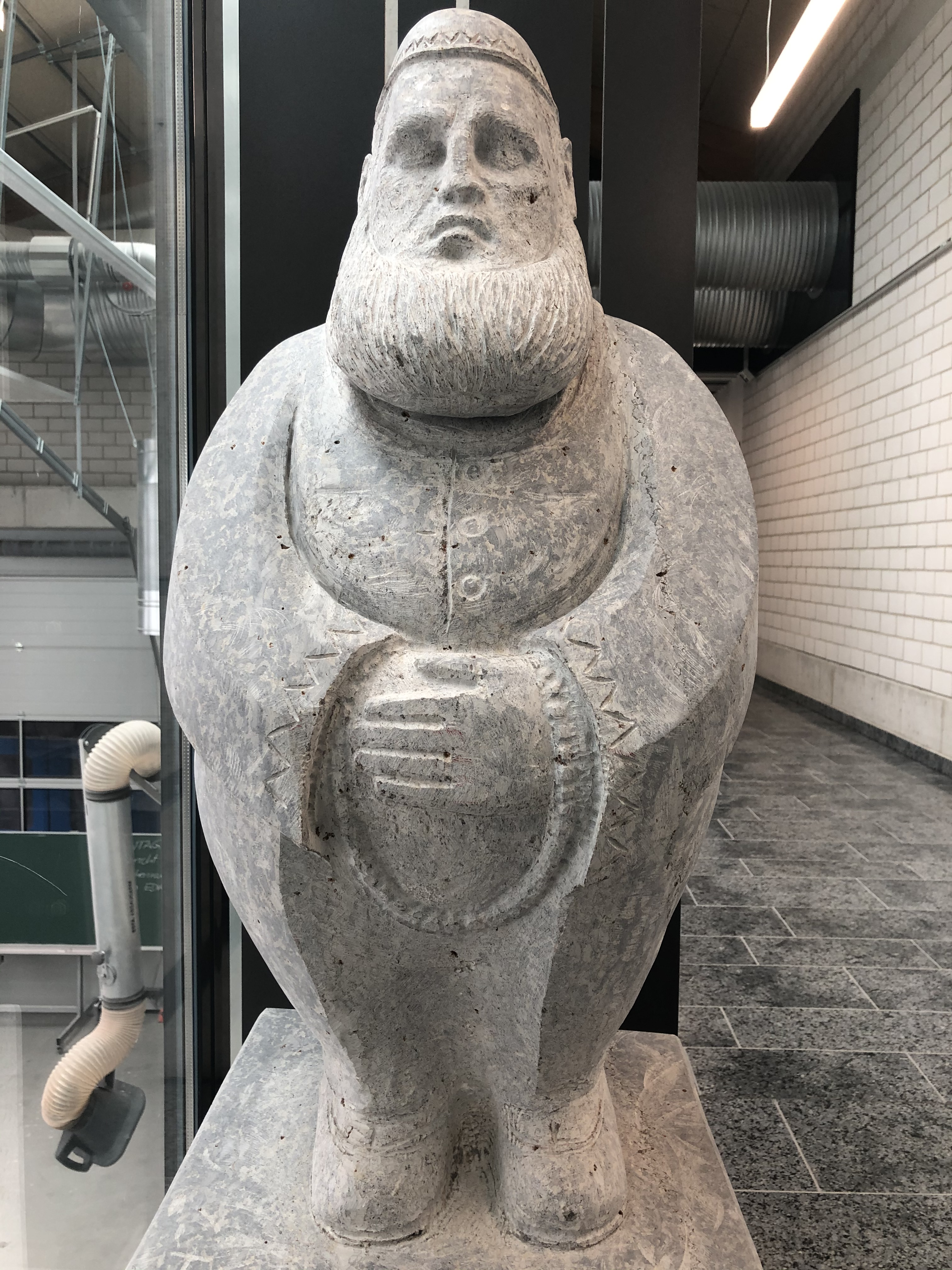
Tamer Ersoy[22] – Mentor – Muschelkalk
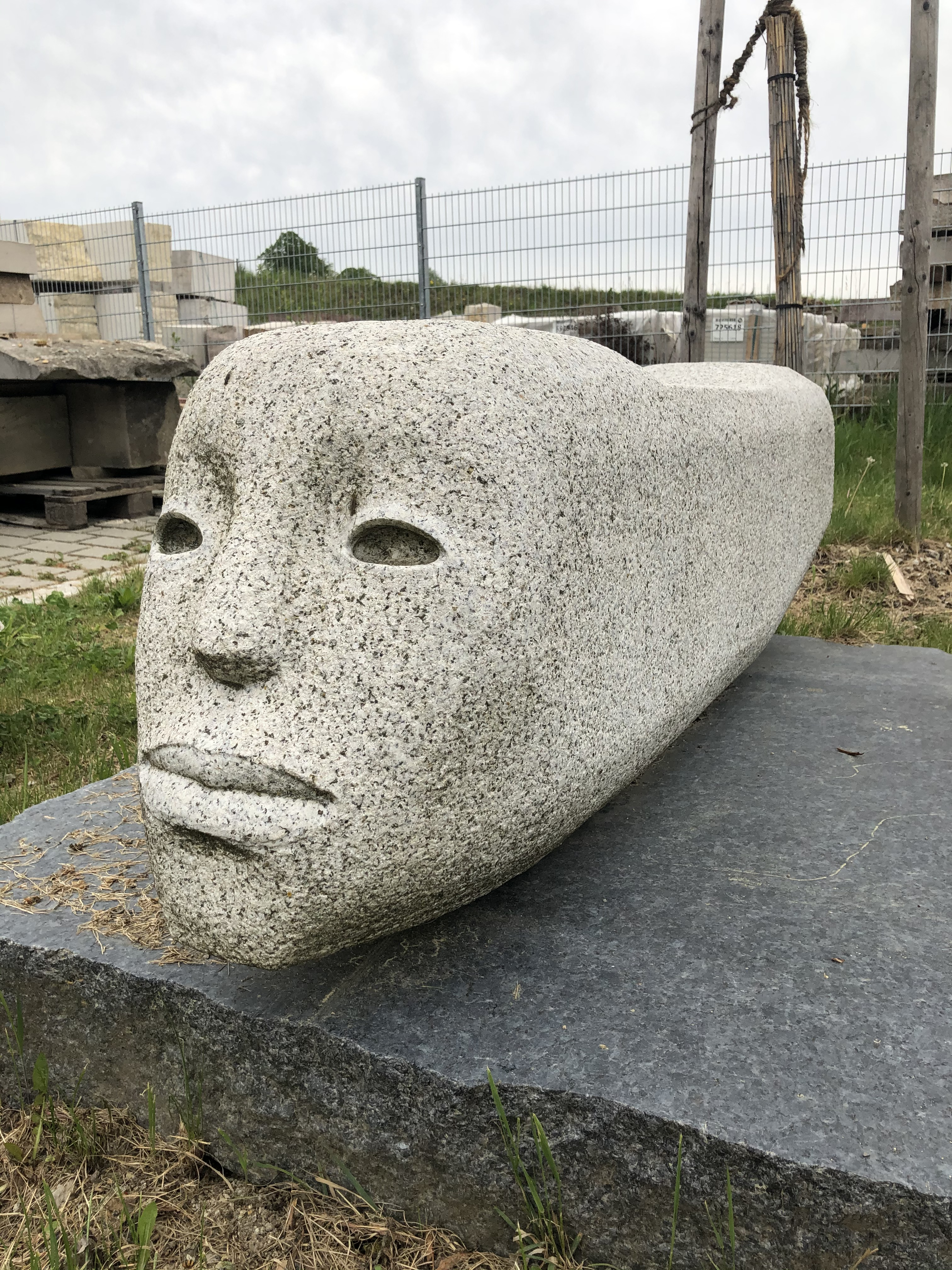
Mohamed Naguib[23] – Nil – Waldstein Granit
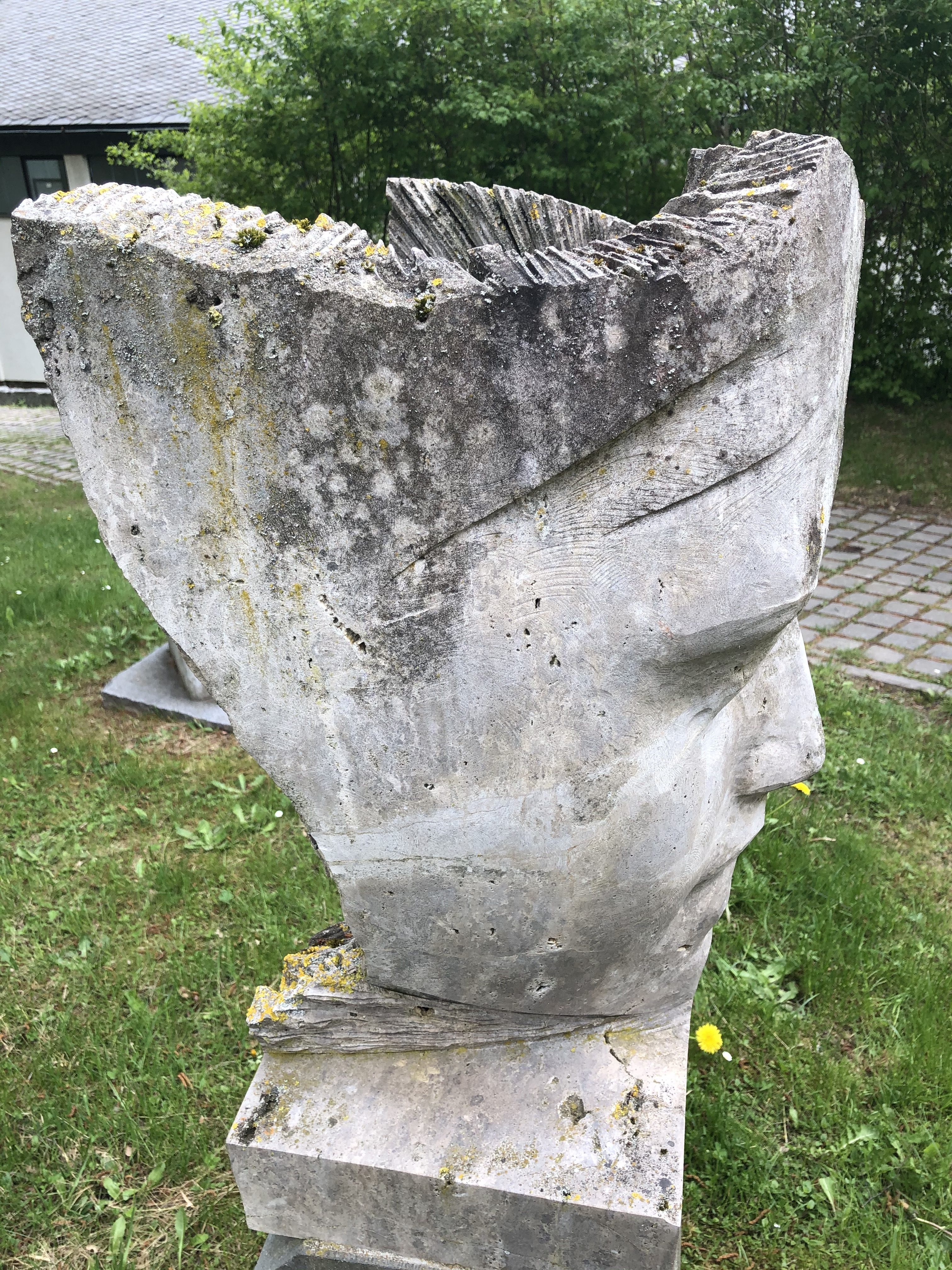
Andrea Berni[24] – Kopf – Muschelkalk
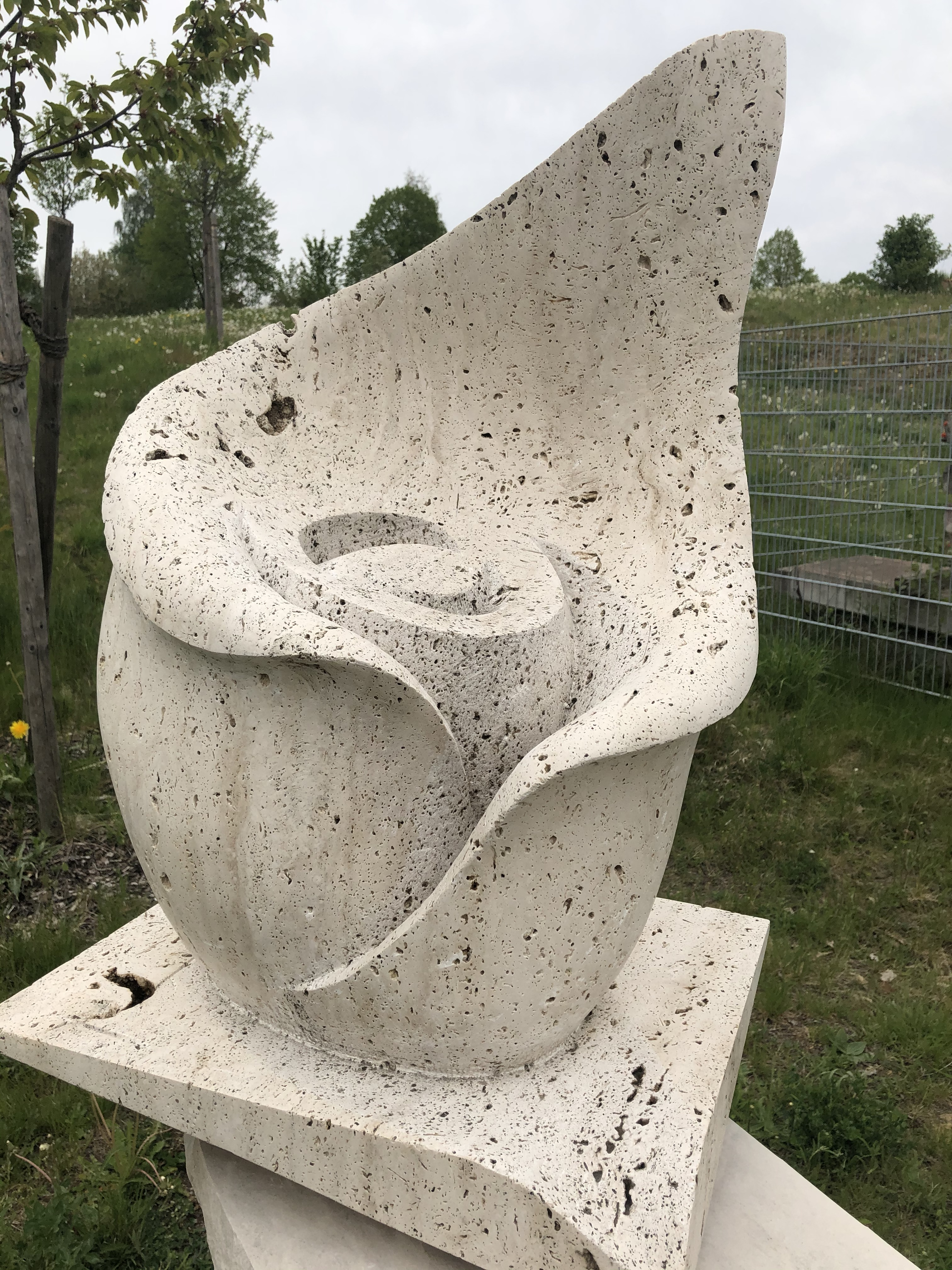
Robert Alger[25] - Knospe – Travertin

## Belege
1. 1 2  Steinmetz Ausbildung. Abgerufen am 14. Mai 2020.
2. ↑  Anne Fischer: Die Meisterstücke des Jahrgangs 2019 aus Wunsiedel - Stein. Abgerufen am 14. Mai 2020 (deutsch).
3. ↑  Weiterbildung in Wunsiedel. Abgerufen am 14. Mai 2020.
4. ↑  Lehrlinge in Wunsiedel freigesprochen. Ehemals im Original (nicht mehr online verfügbar); abgerufen am 14. Mai 2020. (Seite nicht mehr abrufbar. Suche in Webarchiven)
5. ↑  LIV Bayern: Austausch in Wunsiedel. Archiviert vom Original am 22. September 2020; abgerufen am 14. Mai 2020.
6. ↑  Wolf-Dieter Grimm: Bildatlas wichtiger Denkmalgesteine der Bundesrepublik Deutschland 2. erweiterte Auflage 2018 Teil1: Textband; Seite iv. 2. Auflage. Textband. Ebner Verlag, Ulm 2018, ISBN 978-3-87188-247-0, S. "iv", "vi".
7. ↑  Denkmalgesteine - Fachbuchhandlung Siegl: Restaurierung, Konservierung, Denkmalpflege, Architektur, Bauwesen, Maler- und Stuckateurhandwerk, Naturstein. Ehemals im Original (nicht mehr online verfügbar); abgerufen am 12. Mai 2020. (Seite nicht mehr abrufbar. Suche in Webarchiven)
8. ↑  Deutsches Natursteinarchiv (Museum). Abgerufen am 12. Mai 2020.
9. ↑  Deutsches Naturstein-Archiv. Abgerufen am 14. Mai 2020.
10. ↑  Allgemeine Suche. Abgerufen am 12. Mai 2020.
11. ↑  Anne Fischer: Weiterbildung "Gesteine erkennen und verstehen" in Wunsiedel - Stein. Archiviert vom Original am 3. August 2020; abgerufen am 14. Mai 2020 (deutsch).
12. ↑  DNSA-Datenbank. Abgerufen am 14. Mai 2020.
13. ↑  Internationales Bildhauersymposium in Wunsiedel. Abgerufen am 14. Mai 2020.
14. ↑  Peter Becker / Stone-ideas com Publishing House: Stone sculptors' symposia scheduled for the months ahead in 2016 - Stone-ideas.com. Abgerufen am 14. Mai 2020.
15. ↑  Große Resonanz auf Bildhauersymposium in Wunsiedel. Ehemals im Original (nicht mehr online verfügbar); abgerufen am 14. Mai 2020. (Seite nicht mehr abrufbar. Suche in Webarchiven)
16. ↑  Symposium am Steinzentrum. Abgerufen am 14. Mai 2020.
17. ↑  Bildhauersymposium in Wunsiedel. Abgerufen am 14. Mai 2020.
18. ↑  Pásztörperc at Hungarian Wikipedia: Magyar: Raffay Dávid: Kutyás lány (bronz, 2007), Vigadó tér, Budapest. 1. März 2011, abgerufen am 13. Mai 2020.
19. ↑  Beretvás Csanád - szobrász. Abgerufen am 13. Mai 2020.
20. ↑  Farrell David. Abgerufen am 13. Mai 2020.
21. ↑  Annabella Claudia Hofmann M.A. (phil./ phys./ psych.) CURICULLUM - PDF Kostenfreier Download. Ehemals im Original (nicht mehr online verfügbar); abgerufen am 13. Mai 2020. (Seite nicht mehr abrufbar. Suche in Webarchiven)
22. ↑  Tamer Ersoy | Artmajeur: Tamer Ersoy. Abgerufen am 13. Mai 2020.
23. ↑  49. Hofer Filmtage mit neuem Dokumentarfilmpreis. Abgerufen am 13. Mai 2020.
24. ↑  Alamy Limited: Andrea Berni, artstudio baluardo, Carrara, Toskana, Italien Stockfoto, Bild: 259184362. Ehemals im Original (nicht mehr online verfügbar); abgerufen am 13. Mai 2020. (Seite nicht mehr abrufbar. Suche in Webarchiven)
25. ↑  Alger Robert. Abgerufen am 13. Mai 2020.
26. ↑  Nach „efbz“ suchen - Stein. Abgerufen am 13. Mai 2020.
27. ↑  Suche. Abgerufen am 13. Mai 2020.
28. ↑  Peter Becker / Stone-ideas com Publishing House: You searched for Steinzentrum Wunsiedel - Stone-ideas.com. Abgerufen am 14. Mai 2020.